# 学術フロンティア推進事業
学術フロンティア推進事業（がくじゅつフロンティアすいしんじぎょう）とは、文部科学省が推進する私立大学学術研究高度化推進事業に含まれる4事業のうちの一つ。同省によれば、「優れた研究実績を上げ、将来の研究発展が期待される卓越した研究組織を『学術フロンティア推進拠点』に選定し、内外の研究機関との共同研究に必要な研究施設、研究装置・設備の整備に対し、重点的かつ総合的支援を行う」ことを目的に設置された。